# 아마기유가시마정
아마기유가시마정(일본어: 天城湯ケ島町)은 일본 시즈오카현 다가타군에 설치되었던 정이다. 
2004년 4월 1일에, 주변 3정과 합병해 이즈시의 일부가 되었다.

## 역사
- 1960년 11월 1일 - 다카타군 가미카노촌, 나카카노촌과 합병해 정으로 승격해 아마기유가시마정이 성립하였다.
- 2004년 4월 1일 - 도이정·슈젠지정·나카이즈정과 합병해 이즈시의 일부가 되어 폐지되었다.

## 교통

### 도로
- 국도 제136호선
- 국도 제414호선